# Округ Черчил (Невада)
Черчил (енгл. Churchill County) је округ у америчкој савезној држави Невада.

## Демографија
По попису из 2010. године број становника је 24.877, што је 895 (3,7%) становника више него 2000. године.
| Група             | 2000.          | 2010.          |
| Белци             | 19.156 (79,9%) | 19.030 (76,5%) |
| Афроамериканци    | 383 (1,6%)     | 395 (1,6%)     |
| Азијати           | 649 (2,7%)     | 665 (2,7%)     |
| Хиспаноамериканци | 2.076 (8,7%)   | 3.009 (12,1%)  |
| Укупно            | 23.982         | 24.877         |